# Ламмерс, Сам
Сам Адрианус Мартинус Ламмерс (нидерл. Sam Adrianus Martinus Lammers; 30 апреля 1997 года, Тилбург, Нидерланды) — нидерландский футболист, нападающий клуба «Твенте».

## Клубная карьера
Начинал свою карьеру в академии клуба «Виллем II». В 2010 году перебрался в академию ПСВ, которую окончил спустя пять лет, подписав с клубом свой первый профессиональный контракт. С 2015 года — игрок второй команды. Дебютировал за неё 10 августа 2015 года в поединке против «Гоу Эхед Иглз». Всего в дебютном сезоне провёл 16 встреч, дважды отличившись.
Сезон 2016/17 Ламмерс начал также во второй команде. Начало получилось более чем удачным. В 10 стартовых встречах он отличился 9 раз, в том числе отметившись покером в ворота «Ден Босха», состоявшимся в поединке 8 августа. Вскоре после этого молодой нападающий получил вызов в основную команду. 15 октября 2016 года он дебютировал в Эредивизи в поединке против «Хераклеса», выйдя на замену на 90-й минуте вместо Барта Рамселара.
В июне 2018 года перешёл на правах аренды в «Херенвен». В сентябре 2020 года перешёл в итальянский клуб «Аталанта». В августе 2021 года был арендован немецким «Айнтрахтом» до конца сезона 2021/22.
26 июля 2024 года перешёл в «Твенте», подписав трёхлетний контракт до середины 2027 года.

## Карьера в сборной
Ламмерс являлся игроком юношеских сборных Нидерландов. Принимал участие в чемпионате Европы 2016 года среди юношей до 19 лет. Провёл на турнире все четыре игры, забил три мяча, вместе с командой занял третье место в группе, в плей-офф не попал, а во встрече за право участвовать в юношеском чемпионате мира уступил немецкой команде.

## Достижения
«Айнтрахт»
- Победитель Лиги Европы УЕФА: 2021/22